# Kalkar (Bad Münstereifel)
Kalkar is een plaats in de Duitse gemeente Bad Münstereifel, deelstaat Noordrijn-Westfalen, en telt 260 inwoners.